# Sveti Avguštin v svojem studiu (Botticelli, Ognissanti)
Sveti Avguštin v svojem studiu je freska Avguština iz Hipona, ki jo je leta 1480 izdelal italijanski renesančni mojster Sandro Botticelli. Je v cerkvi Ognissanti v Firencah.
Botticelli se je rodil v hiši v isti ulici kot cerkev, ki se še vedno imenuje Via Borgo Ognissanti. Živel je minuto ali dve hoje od nje in je v cerkvi tudi pokopan.

## Zgodovina
Leta 1464 je Botticellijev oče kupil hišo v bližini Via Nuova (sodobna Via della Porcellana), ki jo je Sandro prevzel leta 1470 in v njej živel do konca življenja. Tu, na ulici Vespucci, je bila pomembna družina, vključno z Amerigom Vespuccijem, rojenim leta 1454, po katerem so bile poimenovane Amerike. Vespucci so bili tesni zavezniki Medičejcev in so postali redni pokrovitelji Botticellija.
Delo je naročila družina Vespucci, verjetno Amerigov oče Nastaglio, notar, in njegov brat Giorgio Antonio, oba Botticellijeva soseda. Nekdo drug, verjetno red, ki vodi cerkev, je naročil Domenicu Ghirlandaiju, da naredi Svetega Hieronima; oba svetnika sta naslikana v studiu, ki je natrpan s predmeti. Tako kot v drugih primerih je bila takšna neposredna konkurenca Botticellija vedno spodbuda, da je uporabil vse svoje moči, in fresko, ki je zdaj njegova prva preživela, Ronald Lightbown šteje za njegovo najboljšo. Oba sta v svojih studijih upodobila dva cerkvena učitelja s številnimi predmeti, ki ju označujejo kot učenjaka in predhodnika renesančnega humanizma. Znano je, da je bila majhna slika Hieronima v njegovem studiu, ki naj bi jo naslikal Jan van Eyck v Medičejski zbirki, ki je zdaj izgubljena. Ta je morda vplivala na obe freski.
Krasili sta steno nenavadno lociranega kora, ki je bil porušen v letih 1564–1566, ko so ju ločili in preselili v ladjo. Zdaj sta v jedilnici, tja so ju preselili, potem ko sta utrpeli manjšo škodo v poplavi reke Arno leta 1966. Ob prvi premaknitvi se je izgubil del okvirja z napisi in ves Hieronim.

## Opis
Slika upodablja Avguština iz Hipona pri meditaciji v njegovem studiu. Natančna tema je legenda, verjetno prvič najdena v 13. stoletju, o Avguštinovi viziji, ko je začel pisati pismo Hieronimu v svojem studiu v Hiponu leta 420. Čas je prikazan na uri ob glavi kot konec štiriindvajsete ure, od prejšnjega sončnega zahoda. To je ura molitve ob koncu dneva, navedena v legendi. Lahek in sladek vonj je prišel v njegovo študijsko sobo in glas mu je rekel, da bi »lahko takoj zaprl ocean v majhno posodo, takoj, ko bo vso zemljo stisnil v pest, takoj ustavil gibanje nebes, kot opisujejo blaženost svetnikov, ne da bi to doživel«, kot je zdaj počel govornik. Ko ga je Avguštin vprašal, kdo je, je odgovoril, da je Hieronim. Avguštin je kasneje slišal, da je Hieronim umrl v Jeruzalemu točno ob tej uri.
Sveti Avguštin je predstavljen kot tipični humanist tistega časa, medtem ko ga božanska razsvetljava ujame v delovni sobi, natrpani z dragocenimi knjigami in drugimi znanstvenimi predmeti, kot sta sončni koledar in armilarna krogla. Zelo pozoren je pri opisu detajlov, kot so dragulji, ki krasijo mitro, postavljeno ob mizo, v kateri posamezni odsevi biserov in dragih kamnov izhajajo iz vzora realizma flamskih slikarjev, prenovljenih v tistih letih ravno s prihodom  Portinarijevega triptiha Huga van der Goesa v Firence.
V zgornjem delu je viden grb družine Vespucci; Hieronim nima enakovrednega grba.
Posebna je odprta knjiga nad svetnikovo glavo z ilustracijami geometrije: napisane besede so pravzaprav črtice, razen ene vrstice, ki je na levem robu označena s križem, kjer lahko preberete »Kje je brat Martin? Pobegnil je. In kam je šel? On je zunaj Porta al Prato.« To je verjetno šaljiva omemba pobegov brata, ki jim je bil Botticelli priča kljub temu, da je delal v cerkvi, kar daje neverjetno duhovito podobo umetnika, ki je bil pogosto opisan kot melanholičen in grob.
Lik svetnika je predstavljen izjemno ekspresivno in plastično, kar izhaja iz vzora Andree del Castagna, z zvesto predstavo anatomije, zlasti v rokah svetnika, ki mu vzorna osvetlitev daje kiparski poudarek iz skoraj titansko močjo. To ustvarja določeno nelagodje na freski, kar je še posebej očitno v primerjavi z mirnim sv. Hieronimom Ghirlandaia na nasprotni steni. V teh napetostih lahko beremo odsev dramatičnih dogodkov iz leta 1478 (zarota Pazzi), ki so sprožili krizo, sestavljeno iz negotovosti, ki je konec stoletja dosegla vrhunec v savonarolski teokraciji. Botticelli je bil eden izmed umetnikov, ki jih je ta kriza najbolj prizadela, in zaznamovala tudi njegovo produkcijo v smeri vse bolj izoliranih in zavestno arhaičnih oblik.